# Leucopis formosana
Leucopis formosana är en tvåvingeart som beskrevs av Willi Hennig 1938. Leucopis formosana ingår i släktet Leucopis och familjen markflugor. Inga underarter finns listade i Catalogue of Life.